# Dirka po Italiji 2004
Dirka po Italiji 2004 (italijansko Giro d'Italia 2004) je 87. izvedba dirke po Italiji, tritedenske moške cestne kolesarske etapne dirke. Začela se je 8. maja v Genovi in končala 30. maja v Milanu. Sodelovalo je 171 kolesarjev iz 19-ih ekip. Rožnato majico je prvič osvojil Damiano Cunego (Saeco Macchine per Caffè), drugo mesto Sergij Gončar (De Nardi–Piemme Telekom), tretje pa Gilberto Simoni (Saeco Macchine per Caffè). Vijolično majico je osvojil Alessandro Petacchi (Fassa Bortolo), zeleno majico Fabian Wegmann (Gerolsteiner), modro majico pa Raffaele Illiano (Colombia–Selle Italia).

## Ekipe
1. razred 
- Alessio–Bianchi
- Chocolade Jacques–Wincor Nixdorf
- De Nardi–Piemme Telekom
- Fassa Bortolo
- FDJeux.com
- Gerolsteiner
- Lampre
- Landbouwkrediet–Colnago
- Lotto–Domo
- Phonak
- Saeco Macchine per Caffè
- Saunier Duval–Prodir
- Vini Caldirola–Nobili Rubinetterie

2. razred 
- Acqua & Sapone
- Ceramica Panaria–Margres
- Colombia–Selle Italia
- Domina Vacanze
- Formaggi Pinzolo Fiavè
- Tenax

## Etape
| Etapa | Datum   | Štart/Cilj                                  | Razdalja    | Tip         | Tip                  | Zmagovalec                |             |
| ----- | ------- | ------------------------------------------- | ----------- | ----------- | -------------------- | ------------------------- | ----------- |
| P     | 8. maj  | Genova                                      | 6,9 km      |             | posamični kronometer | Bradley McGee (AUS)       |             |
| 1     | 9. maj  | Genova – Alba                               | 143 km      |             | hribovita etapa      | Alessandro Petacchi (ITA) |             |
| 2     | 10. maj | Novi Ligure – Pontremoli                    | 184 km      |             | hribovita etapa      | Damiano Cunego (ITA)      |             |
| 3     | 11. maj | Pontremoli – Corno alle Scale               | 191 km      |             | hribovita etapa      | Gilberto Simoni (ITA)     |             |
| 4     | 12. maj | Porretta Terme – Civitella in Val di Chiana | 184 km      |             | ravninska etapa      | Alessandro Petacchi (ITA) |             |
| 5     | 13. maj | Civitella in Val di Chiana – Spoleto        | 177 km      |             | ravninska etapa      | Robbie McEwen (AUS)       |             |
| 6     | 14. maj | Spoleto – Valmontone                        | 164 km      |             | ravninska etapa      | Alessandro Petacchi (ITA) |             |
| 7     | 15. maj | Frosinone – Montevergine di Mercogliano     | 214 km      |             | hribovita etapa      | Damiano Cunego (ITA)      |             |
| 8     | 16. maj | Giffoni Valle Piana – Policoro              | 214 km      |             | ravninska etapa      | Alessandro Petacchi (ITA) |             |
| 9     | 17. maj | Policoro – Carovigno                        | 142 km      |             | ravninska etapa      | Fred Rodriguez (USA)      |             |
|       | 18 May  | dan počitka                                 | dan počitka | dan počitka | dan počitka          | dan počitka               | dan počitka |
| 10    | 19. maj | Porto Sant'Elpidio – Ascoli Piceno          | 146 km      |             | hribovita etapa      | Alessandro Petacchi (ITA) |             |
| 11    | 20. maj | Porto Sant'Elpidio – Cesena                 | 228 km      |             | hribovita etapa      | Emanuele Sella (ITA)      |             |
| 12    | 21. maj | Cesena – Treviso                            | 210 km      |             | ravninska etapa      | Alessandro Petacchi (ITA) |             |
| 13    | 22. maj | Trst – Trst                                 | 52 km       |             | posamični kronometer | Sergij Gončar (UKR)       |             |
| 14    | 23. maj | Trst – Pulj                                 | 175 km      |             | ravninska etapa      | Alessandro Petacchi (ITA) |             |
| 15    | 24. maj | Poreč – San Vendemiano                      | 234 km      |             | ravninska etapa      | Alessandro Petacchi (ITA) |             |
| 16    | 25. maj | San Vendemiano – Pfalzen                    | 217 km      |             | gorska etapa         | Damiano Cunego (ITA)      |             |
|       | 26 May  | dan počitka                                 | dan počitka | dan počitka | dan počitka          | dan počitka               | dan počitka |
| 17    | 27. maj | Bruneck – Fondo/Sarnonico                   | 153 km      |             | gorska etapa         | Pavel Tonkov (RUS)        |             |
| 18    | 28. maj | Cles – Bormio                               | 118 km      |             | gorska etapa         | Damiano Cunego (ITA)      |             |
| 19    | 29. maj | Bormio – Presolana                          | 122 km      |             | gorska etapa         | Stefano Garzelli (ITA)    |             |
| 20    | 30. maj | Clusone – Milano                            | 149 km      |             | ravninska etapa      | Alessandro Petacchi (ITA) |             |
|       | Skupaj  | Skupaj                                      | 3423.9 km   | 3423.9 km   | 3423.9 km            | 3423.9 km                 | 3423.9 km   |

## Razvrstitev po klasifikacijah
| Etapa  | Zmagovalec          | Rožnata majica · | Vijolična majica ·  | Zelena majica · | Modra majica ·      | Ekipno po času           | Ekipne po točkah         |
| ------ | ------------------- | ---------------- | ------------------- | --------------- | ------------------- | ------------------------ | ------------------------ |
| P      | Bradley McGee       | Bradley McGee    | brez                | brez            | brez                | brez                     | brez                     |
| 1      | Alessandro Petacchi | Olaf Pollack     | Alessandro Petacchi | Fabian Wegmann  | Marlon Pérez Arango | Lampre                   | FDJeux.com Lampre        |
| 2      | Damiano Cunego      | Bradley McGee    | Damiano Cunego      | Alexandre Moos  | Ruggero Marzoli     | Lampre                   | FDJeux.com               |
| 3      | Gilberto Simoni     | Gilberto Simoni  | Damiano Cunego      | Gilberto Simoni | Ruggero Marzoli     | Saeco Macchine per Caffè | Saeco Macchine per Caffè |
| 4      | Alessandro Petacchi | Gilberto Simoni  | Alessandro Petacchi | Gilberto Simoni | Alessandro Vanotti  | Saeco Macchine per Caffè | Saeco Macchine per Caffè |
| 5      | Robbie McEwen       | Gilberto Simoni  | Robbie McEwen       | Gilberto Simoni | Crescenzo d'Amore   | Saeco Macchine per Caffè | Saeco Macchine per Caffè |
| 6      | Alessandro Petacchi | Gilberto Simoni  | Alessandro Petacchi | Fabian Wegmann  | Crescenzo d'Amore   | Saeco Macchine per Caffè | Acqua & Sapone           |
| 7      | Damiano Cunego      | Damiano Cunego   | Alessandro Petacchi | Damiano Cunego  | Massimo Strazzer    | Saeco Macchine per Caffè | Saeco Macchine per Caffè |
| 8      | Alessandro Petacchi | Damiano Cunego   | Alessandro Petacchi | Damiano Cunego  | Massimo Strazzer    | Saeco Macchine per Caffè | Saeco Macchine per Caffè |
| 9      | Fred Rodriguez      | Damiano Cunego   | Alessandro Petacchi | Damiano Cunego  | Massimo Strazzer    | Saeco Macchine per Caffè | Saeco Macchine per Caffè |
| 10     | Alessandro Petacchi | Damiano Cunego   | Alessandro Petacchi | Damiano Cunego  | Crescenzo d'Amore   | Saeco Macchine per Caffè | Saeco Macchine per Caffè |
| 11     | Emanuele Sella      | Damiano Cunego   | Alessandro Petacchi | Fabian Wegmann  | Marlon Pérez Arango | Saeco Macchine per Caffè | Alessio–Bianchi          |
| 12     | Alessandro Petacchi | Damiano Cunego   | Alessandro Petacchi | Fabian Wegmann  | Marlon Pérez Arango | Saeco Macchine per Caffè | Alessio–Bianchi          |
| 13     | Sergij Gončar       | Jaroslav Popovič | Alessandro Petacchi | Fabian Wegmann  | Marlon Pérez Arango | Alessio–Bianchi          | Alessio–Bianchi          |
| 14     | Alessandro Petacchi | Jaroslav Popovič | Alessandro Petacchi | Fabian Wegmann  | Crescenzo d'Amore   | Alessio–Bianchi          | Alessio–Bianchi          |
| 15     | Alessandro Petacchi | Jaroslav Popovič | Alessandro Petacchi | Fabian Wegmann  | Crescenzo d'Amore   | Alessio–Bianchi          | Alessio–Bianchi          |
| 16     | Damiano Cunego      | Damiano Cunego   | Alessandro Petacchi | Fabian Wegmann  | Crescenzo d'Amore   | Saeco Macchine per Caffè | Acqua & Sapone           |
| 17     | Pavel Tonkov        | Damiano Cunego   | Alessandro Petacchi | Fabian Wegmann  | Crescenzo d'Amore   | Saeco Macchine per Caffè | Alessio–Bianchi          |
| 18     | Damiano Cunego      | Damiano Cunego   | Alessandro Petacchi | Damiano Cunego  | Crescenzo d'Amore   | Saeco Macchine per Caffè | Alessio–Bianchi          |
| 19     | Stefano Garzelli    | Damiano Cunego   | Alessandro Petacchi | Fabian Wegmann  | Raffaele Illiano    | Saeco Macchine per Caffè | Alessio–Bianchi          |
| 20     | Alessandro Petacchi | Damiano Cunego   | Alessandro Petacchi | Fabian Wegmann  | Raffaele Illiano    | Saeco Macchine per Caffè | Alessio–Bianchi          |
| Skupaj | Skupaj              | Damiano Cunego   | Alessandro Petacchi | Fabian Wegmann  | Raffaele Illiano    | Saeco Macchine per Caffè | Alessio–Bianchi          |

## Končna razvrstitev
| Legenda | Legenda                                  | Legenda | Legenda                                       |
| ------- | ---------------------------------------- | ------- | --------------------------------------------- |
|         | Predstavlja vodilnega v skupnem seštevku |         | Predstavlja vodilnega v razvrstitvi Intergiro |
|         | Predstavlja vodilnega po točkah          |         | Predstavlja vodilnega v gorski razvrstitvi    |